# Sachsenbrunn
Sachsenbrunn ist ein Stadtteil von Eisfeld im Landkreis Hildburghausen im fränkisch geprägten Süden des Freistaats Thüringen.

## Geografie

### Lage
Sachsenbrunn liegt am Oberlauf der Werra, deren Quellläufe Werra und Saar sich unmittelbar oberhalb, in dem früheren Ortsteil Schwarzenbrunn, auf 491 m über NN vereinigen. Die zur ehemaligen Gemeinde Sachsenbrunn gehörige Siedlung Sophienau liegt am Werra-Quelllauf, der Ortsteil Saargrund und der Ortsteil Schirnrod liegen an der Saar.
Gegenüber liegen Stelzen, Tossenthal und Weitesfeld jenseits der Rhein-Weser-Wasserscheide am Oberlauf der zum Main entwässernden Itz, deren Quelle unweit von Stelzen liegt.
Naturräumlich gehören die Quellläufe zum Thüringer Schiefergebirge und die eigentlichen Ortsteile zum Schalkauer Plateau, wobei Stelzen und Schirnrod unmittelbar an der Nahtstelle liegen. Auf der Gemarkung der ehemaligen Gemeinde liegt insbesondere der Südwesthang des 867 m hohen Bleßbergs, der Südhang der 839 m hohen Pechleite sowie der 789 m hohe Grendel mit seinem 2 m höheren Ausläufer Frohnberg.

### Klima

Niederschlagsdiagramm

Der Jahresniederschlag liegt bei 1071 mm und ist damit vergleichsweise hoch und gehört zum oberen Zehntel der in Deutschland erfassten Werte. An 88 % der Messstationen des Deutschen Wetterdienstes werden niedrigere Werte registriert. Der trockenste Monat ist der Oktober, die meisten Niederschläge fallen im Dezember. Im Dezember fallen 1,7 mal mehr Niederschläge als im Oktober. Die Niederschläge variieren sehr stark. An nur 21 % der Messstationen werden höhere jahreszeitliche Schwankungen registriert.

### Gemeindegliederung

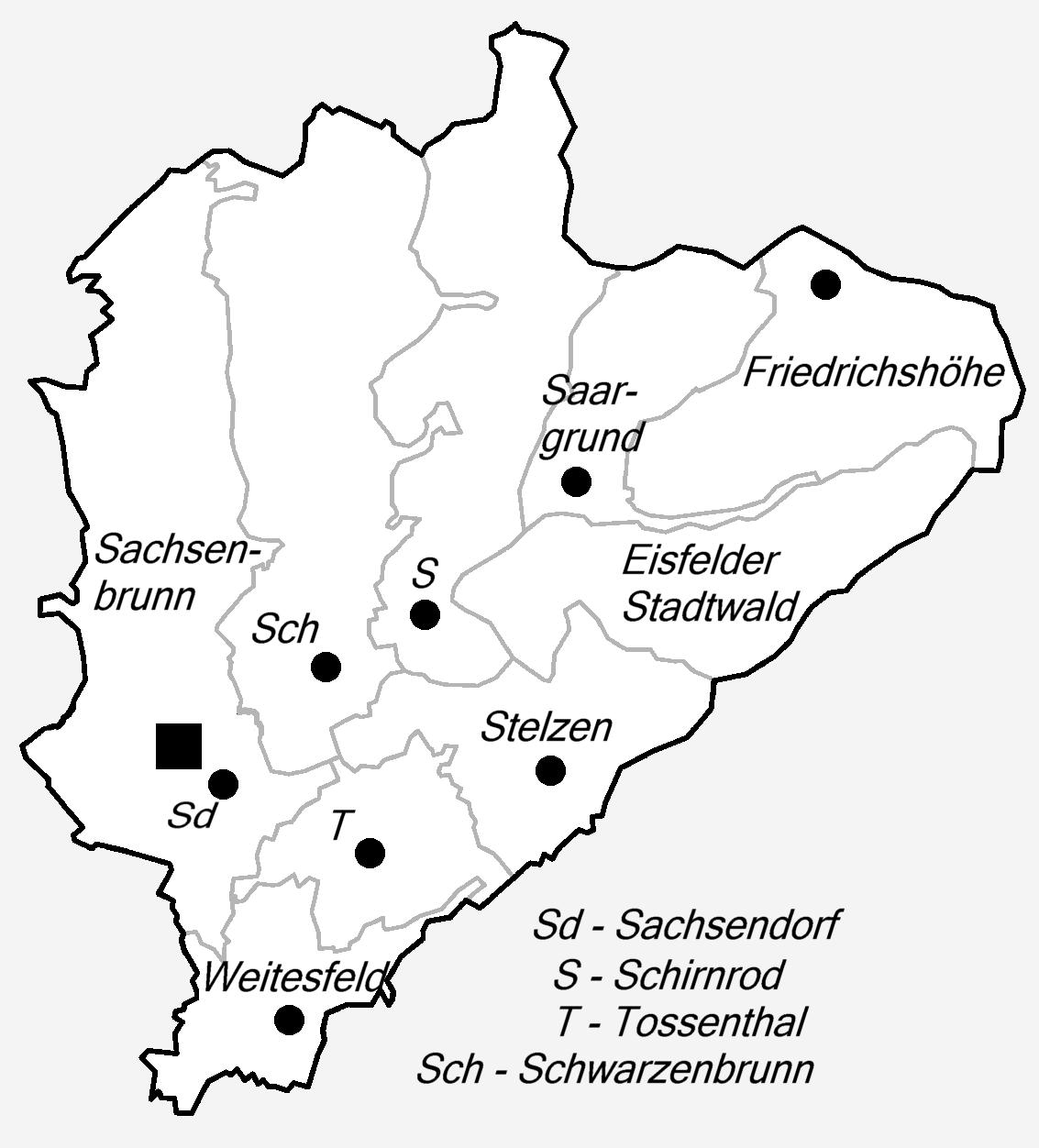
Gemeindegliederung

Ortsteile der Gemeinde waren:
- Friedrichshöhe
- Saargrund
- Sachsenbrunn
- Schirnrod
- Stelzen
- Tossenthal
- Weitesfeld

## Geschichte
Sachsenbrunn entstand am 1. Juli 1950 aus dem Zusammenschluss von Sachsendorf und Schwarzenbrunn. 1967 kamen die Ortsteile Tossenthal und Weitesfeld dazu. Die Einheitsgemeinde wurde am 14. April 1994 im Rahmen der Gemeindegebietsreform gebildet.
Sachsendorf war 1583 von Hexenverfolgung betroffen. Lorenz Kriebel geriet in einen Hexenprozess. Er wurde mit Ruten geschlagen und ihm wurden zwei Finger abgeschlagen.
Am 1. Januar 2019 wurde die selbständige Gemeinde Sachsenbrunn in die Stadt Eisfeld eingegliedert. Seit dem 1. Januar 2012 war Eisfeld erfüllende Gemeinde für Sachsenbrunn.

## Religion
56 % der Bevölkerung sind evangelisch, 2 % katholisch. Es besteht eine evangelisch-lutherische Kirchengemeinde, die über die Pfarrkirche in Sachsenbrunn, die Marienkirche in Stelzen und ein Kirchgemeindehaus in Schirnrod verfügt; die Gemeinde gehört zum Kirchenkreis Hildburghausen-Eisfeld der Evangelischen Kirche in Mitteldeutschland. Die wenigen Katholiken gehören der Pfarrei St. Leopold (Hildburghausen) im Dekanat Meiningen des Bistums Erfurt an; die nächste Filialkirche ist St. Elisabeth in Eisfeld.

## Politik

### Gemeinderat
Der Ortsteilrat in Sachsenbrunn bestand zuletzt aus 10 Ratsmitgliedern und dem Ortsteilbürgermeister Mike Hartung:
- FWGS: 8 Sitz
- CDU: 2 Sitze

(Stand: Kommunalwahl am 26. Mai 2019)

### Wappen
Blasonierung: „In Silber eine überhöhte, eingebogene, aufsteigende grüne Spitze, die mit einer goldenen Linde belegt ist, oben vorn ein schwarzes Mühlrad, oben hinten eine rote Rose mit goldenen Butzen.“

## Kultur und Sehenswürdigkeiten

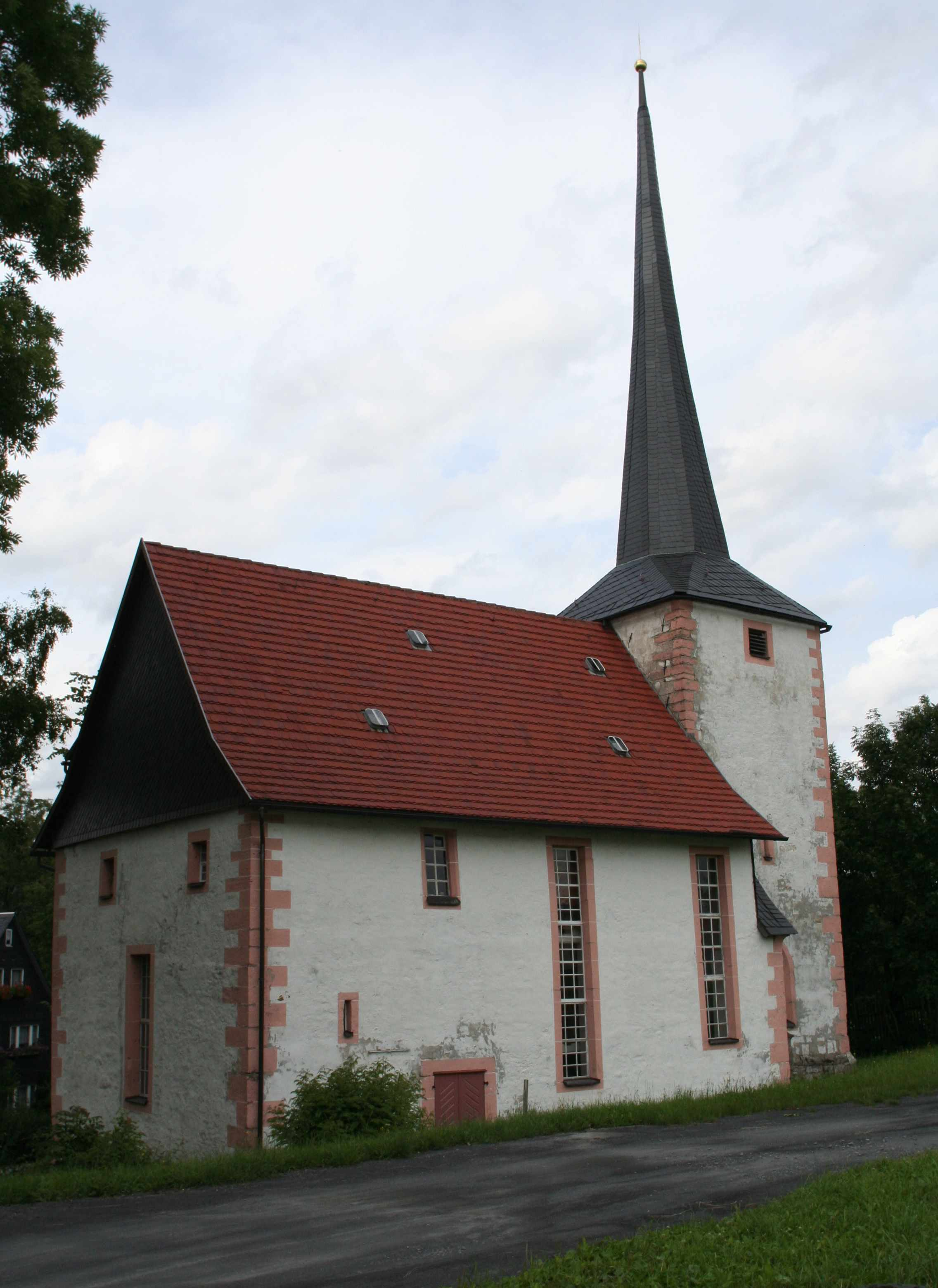
Kirche Zum Heiligen Kreuz

Auf der Anhöhe des Burgbergs liegt eine prähistorische Wallanlage.
Die Itz entspringt nördlich der Stelzener Kirche. Letztere war im Mittelalter eine Wallfahrtskirche, die neben der als wundertätig geltenden Quelle der Itz gebaut wurde. Die Quelle galt als Quellheiligtum.

### Museen
Der Ort besitzt das einzige Murmelmuseum Deutschlands. Es entstand auf Initiative des Steinbildhauers Axel Trümper in einer mit Wasserkraft betriebenen, ehemaligen Märbelmühle an der Werra. Die kleinen Ton- oder Steinkugeln dienten unterschiedlichsten Zwecken, beispielsweise in Pulvermühlen oder als Spielzeug. Die reiche Schausammlung informiert auch über die gebräuchlichsten Herstellungstechniken.

### Dialekt
In Sachsenbrunn wird ein mainfränkischer Ortsdialekt gesprochen, der dem Itzgründischen eng verwandt ist, aber aufgrund einer etwas moderneren Ortsgrammatik außerhalb dessen Dialektgebietes steht.

### Natursehenswürdigkeiten

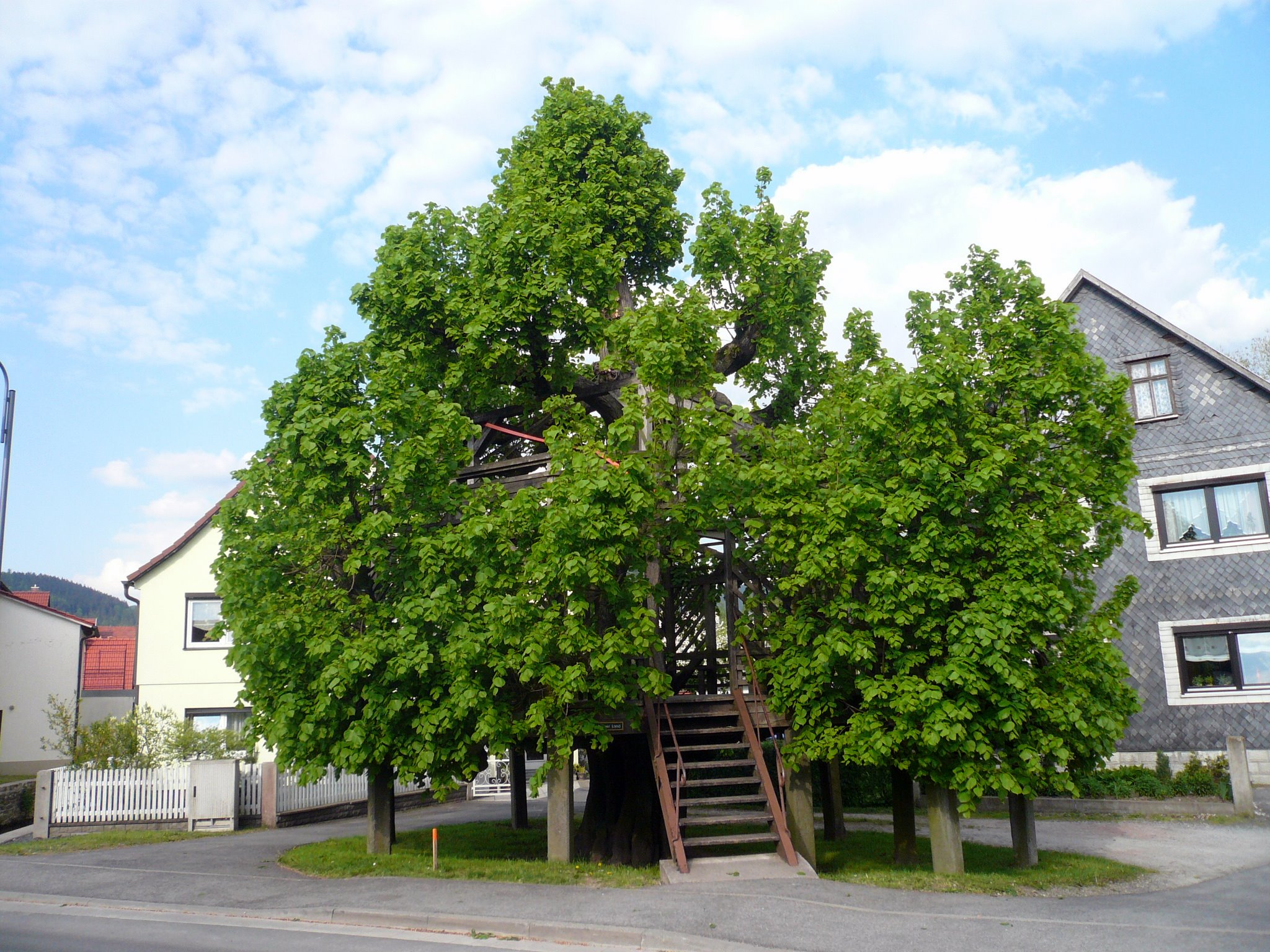
Tanzlinde in Sachsendorf

Die Tanzlinde in Sachsenbrunn im Ortsteil Sachsendorf gehört zu den am besten erhaltenen Tanzlinden Deutschlands mit eingezogenem Tanzpodium, das die Linde selbst trägt.